# Pristimantis viridis
Espèce
Synonymes
- Eleutherodactylus viridis Ruíz-Carranza, Lynch & Ardila-Robayo, 1997

Statut de conservation UICN

 EN  : En danger
Pristimantis viridis est une espèce d'amphibiens de la famille des Craugastoridae.

## Répartition
Cette espèce est endémique du département d'Antioquia en Colombie. Elle se rencontre entre 1 480 et 1 940 m d'altitude sur les versants Est et Nord de la cordillère Occidentale.

## Taxinomie
Pristimantis viridis Valencia, Yánez-Muñoz, Betancourt-Yépez, Terán-Valdez & Guayasamin, 2011 nec Ruíz-Carranza, Lynch & Ardila-Robayo, 1997 est un synonyme de Pristimantis rufoviridis.

## Publication originale
- Ruíz-Carranza, Lynch & Ardila-Robayo, 1997 : Seis nuevas especies de Eleutherodacrylus Dumeril & Bibron, 1841 (Amphibia : Leptodactylidae) del norte de la Cordillera Occidental de Colombia. Revista de la Academia Colombiana de Ciencias Exactas Fisicas y Naturales, vol. 21, no 79, p. 155-174 (texte intégral).